# (38406) 1999 RS203
1999 أر أس 203 (ويعرف أيضًا باسم (38406) 1999 أر أس 203 وفق تسمية الكوكب الصغير) (بالإنجليزية: 1999 RS203)‏ هو كويكب ضمن حزام الكويكبات؛ وترتيبه 38406 من حيث الاكتشاف.
اكتُشف هذا الجُرم الفلكي بواسطة بحث لنكولن عن الكويكبات القريبة من الأرض في 8 سبتمبر 1999.

## وصلات خارجية
- (38406) 1999 RS203 في قاعدة بيانات مختبر الدفع النفاث لأجرام النظام الشمسي الصغيرة

- الاكتشاف · مخطط المدار ·  العناصر المدارية · المعلمات المادية

- (38406) 1999 RS203 على موقع ويكي سكاي: DSS2, SDSS, GALEX, IRAS, Hydrogen α, X-Ray, Astrophoto, Sky Map, Articles and images